# Bhopal Express
Pour les articles homonymes, voir Bhopal (homonymie).
Pour plus de détails, voir Fiche technique et Distribution.
Bhopal Express est un film indien réalisé par Mahesh Mathai en 1999. Il se déroule à Bhopal lors de la catastrophe industrielle de 1984.

## Synopsis
Bhopal Express raconte la catastrophe de Bhopal à travers trois personnages : un jeune couple, Verma (Kay Kay Menon) et Tara (Nethra Raghuraman), et leur ami Bashir (Naseeruddin Shah). Bashir a démissionné de l'usine Union Carbide, où il était ouvrier, pour protester contre le manque de mesures de sécurité. Verma quant à lui y travaille toujours, comme ingénieur. Quelques jours avant la catastrophe, Tara quitte la ville pour passer quelque temps dans sa famille. En son absence, Bashir et Verma passent la nuit dans un bar où se produit la danseuse Zohrabai (Zeenat Aman). Lorsqu'ils en sortent, ils constatent que la population fuit la ville. Bashir tente d’aider les habitants du quartier musulman, le plus exposé au gaz. Verma, quant à lui, apprend que sa femme a décidé de rentrer plus tôt, par le Bhopal Express. Une course contre la montre s’engage pour empêcher le train d’entrer dans la gare dont l’atmosphère est saturée de gaz toxique.
| - Titre original : Bhopal Express - Réalisation : Mahesh Mathai - Scénario : Piyush Pandey, Prasoon Pandey - Casting : Hassan Kutty - Costumes : Himani Dehlvi - Photographie : Mahesh Mathai - Direction artistique : David Storm - Effets spéciaux : Jeremy Hays - Montage : Priya Krishnaswamy, Martin Singer - Musique : Shankar Mahadevan, Loy Mendonsa, Ehsaan Noorani - Chanteurs : Lucky Ali, Ila Arun, Mahalakshmi Iyer, Shankar Mahadevan, Jagjit Singh - Producteurs : Deepak Nayar, Tabrez Noorani, Philip von Alvensleben - Coproducteurs : Pravesh Sahni, Laxmi Singh - Pays d’origine : Inde - Langue : hindi - Durée : 100 minutes |

## Distribution
- Zeenat Aman : Zohrabai
- Dorinda Katz : l'Américaine
- Kay Kay Menon : Verma
- Vijay Raaz : Badru
- Nethra Raghuraman : Tara
- Naseeruddin Shah : Bashir
- Chris Sullivan : Maurice
- Bert Thomas : David

## Récompenses
Nethra Raghuraman, qui joue le principal rôle féminin, a reçu le Star Screen Award du meilleur espoir féminin pour ce film.